# Fungia tenuis
Fungia tenuis är en korallart som beskrevs av James Dwight Dana 1846. Fungia tenuis ingår i släktet Fungia och familjen Fungiidae. IUCN kategoriserar arten globalt som livskraftig. Inga underarter finns listade i Catalogue of Life.